# Roberto (attore)
Roberto, noto anche come Roberto le Nain,  le Nain Roberto o  Roberto Gueho (...), è un attore francese attivo fra gli anni sessanta e i primi anni ottanta prevalentemente in ruoli da caratterista nel cinema e nella televisione francesi.
È conosciuto per la sua partecipazione ai film della serie cinematografica di Angelica, "marchesa degli Angeli", e nelle distribuzioni destinate dal mercato cinematografico italiano è stato doppiato da Giovanni Saccenti, Sergio Tedesco e Vinicio Sofia.

## Filmografia

### Cinema
- Les amants de Teruel (1962)
- Angelica (Angélique, marquise des anges) (1964)
- La meravigliosa Angelica (Merveilleuse Angélique) (1965)
- Angelica alla corte del re (Angélique et le roy) (1966)
- Gavotte (1967)
- Horror: l'assassino ha le ore contate (Coplan sauve sa peau) (1968)
- Tre gocce di sangue per una rosa (La rose écorchée) (1969)
- Valparaiso, Valparaiso (1971)
- Blanche (1971)
- Un matto due matti tutti matti (La grande maffia) (1971)
- The Day the Clown Cried (1972)
- Il monaco (Le Moine) (1972)

### Televisione
- Cristobal de Lugo (1959)
- Barbarina ou L'oiselet vert (1973) - Film
- La Duchesse d'Avila (1973) - Miniserie
- Lulu (1979) - versione televisiva dell'opera lirica Lulu, di Alban Berg
- La Sorcière, regia di Charles Brabant (1982) - Film